# Belgica (geslacht)
Belgica is een muggengeslacht uit de familie van de Dansmuggen (Chironomidae).

## Soorten
- B. antarctica Jacobs, 1900